# Liste von Zwischenfällen mit der Convair CV-240
Die Liste von Zwischenfällen mit der Convair CV-240 zeigt eine Übersicht über Zwischenfälle mit Todesfolge oder Totalschaden von Flugzeugen des Typs Convair CV-240 sowie zwei Unfälle der aus ihr umgebauten Variante CV-300. (Für Zwischenfälle der umgebauten Turboprop-Variante CV-600: siehe Artikel Convair CV-600).
Vom Erstflug 1947 bis Dezember 2014 kam es mit Convair CV-240 sowie der aus ihr umgebauten Variante CV-300 (zwei Unfälle) zu 76 Totalschäden (der letzte im Jahr 2019). Bei 31 davon kamen 345 Menschen ums Leben. Vollständige Liste:

## 1940er-Jahre
- Am 22. Juni 1949 fiel bei einer Convair CV-240-0 der American Airlines (Luftfahrzeugkennzeichen N94266) beim Start vom Flughafen Memphis-Municipal (Tennessee, USA) das Triebwerk Nummer 2 (rechts) aus. Um Stromleitungen auszuweichen, zogen die Piloten die Nase des Flugzeugs zu hoch, worauf es gut 5 Kilometer ostnordöstlich des Flughafens zu einer Bauchlandung im Gelände kam. Alle 44 Insassen überlebten. Dies war der erste Totalschaden einer Convair CV-240.[2]

- Am 11. August 1949 verunglückte eine Convair CV-240-13 der Northeast Airlines (N91241) bei der Landung auf dem Flughafen Portland. Alle 28 Insassen überlebten. Das Flugzeug wurde als Totalverlust abgeschrieben. Ursache war die unbeabsichtigte Aktivierung des Umkehrschubs noch vor dem Aufsetzen aufgrund einer defekten Verriegelung.[3][4]

## 1950er-Jahre
- Am 27. Februar 1951 kam es bei einer Convair CV-240-2 der Mid-Continent Airlines (Luftfahrzeugkennzeichen N90664) nach dem Abheben vom Flughafen Tulsa, Oklahoma, zu einem Ausfall des linken Propellers. Durch verfrühtes Einfahren der Landeklappen sank die Maschine wieder, kollidierte mit Bäumen und rutschte auf dem Boden entlang. Alle 34 Insassen überlebten. Das Flugzeug brannte komplett aus.[5]

- Am 2. September 1951 flog eine Convair CV-240-2 der Pan Am (N90662) im Anflug auf den Flughafen von Kingston (Jamaika) so tief, dass mit einem Tragflächenende das Wasser berührt wurde. Die Maschine stürzte in den Hafen. Alle vier Crewmitglieder und dreißig Passagiere überlebten. Das Flugzeug wurde zum Totalschaden.[6][7]

- Am 14. Januar 1952 setzte eine Convair CV-240-13 der Northeast Airlines (N91238) rund 1100 Meter vor der Landebahn des Flughafens New York-LaGuardia in der Flushing Bay auf. Die 3 Besatzungsmitglieder und 33 Passagiere wurden gerettet. Das Flugzeug wurde als Totalverlust verbucht.[8][9]

- Am 22. Januar 1952 stürzte eine Convair CV-240 der American Airlines (N94229) im Landeanflug auf den Flughafen Newark 5,5 Kilometer südöstlich des Flughafens auf die Stadt. Alle 23 Menschen an Bord starben, ebenso 7 Personen am Boden.[10]

- Am 14. März 1953 wurde eine von der pakistanischen Regierung gemietete Convair CV-240-7 der Orient Airways (ab 1955: Pakistan International Airlines) (AP-AEG) auf dem Flug von Delhi (Indien) zum  Flughafen Dhaka-Tejgaon (Ostbengalen) in einen Berg im Bundesstaat Tripura (Indien) geflogen. Die Maschine war auf einem Flug von Karatschi über Delhi nach Dhaka. Der Kapitän war bei schlechter Sicht immer tiefer geflogen, um seine Position zu bestimmen. Bei diesem CFIT (Controlled flight into terrain) wurden alle 16 Insassen, 5 Besatzungsmitglieder und 11 Passagiere, getötet.[11][12]

- Am 25. Mai 1953 brach der Kapitän einer CV-240-4 der niederländischen KLM (PH-TEI) den Start vom Flughafen Amsterdam Schiphol ab, nachdem schon fast 20 Meter Höhe erreicht waren und das Fahrwerk eingefahren war. Das Flugzeug raste auf dem Bauch durch den Flughafenzaun über eine Straße in ein Feld. Zwei Mädchen auf der Straße wurden getötet. Die 34 Insassen des Flugzeugs überlebten (siehe auch Flugunfall der Convair CV-240 "Paulus Potter" der KLM).[13]

- Am 16. September 1953 wurde eine Convair CV-240-0 der American Airlines (N94255) im Anflug auf den Flughafen Albany (New York, USA) fünf Kilometer südwestlich des Flughafens bei Nebel in den Boden geflogen. Bei diesem CFIT (Controlled flight into terrain) wurden alle 28 Insassen, 3 Besatzungsmitglieder und 25 Passagiere, getötet.[14]

- Am 14. Oktober 1953 verunglückte eine CV-240-12 der belgischen Sabena (OO-AWQ) auf dem Flug von Frankfurt nach Brüssel. Kurz nach dem Abheben vom Flughafen Frankfurt stürzte das Flugzeug aus geringer Höhe gut 2000 Meter hinter dem Ende der Startbahn in den Kelsterbacher Wald. Alle 44 Insassen – 40 Passagiere und 4 Besatzungsmitglieder – kamen dabei ums Leben. Es war der schwerste Unfall einer Convair CV-240, gemessen an der Anzahl der Todesopfer. Die Motoren des Flugzeugs hatten beim Start an Leistung verloren infolge eines starken Bleiansatzes an den Zündkerzen, der Zündaussetzer zur Folge hatte. Die Piloten hatte den Startversuch trotz der mangelhaften Motorleistung fortgesetzt (siehe auch Flugunfall der Sabena bei Kelsterbach).[15]

- Am 19. Dezember 1953, nur zwei Monate später, wurde eine weitere CV-240-12 der Sabena (OO-AWO) im Anflug auf den Flughafen Zürich (Schweiz) 2,5 Kilometer vor der Landebahn 16 in den Boden geflogen. Bei dem Nachtanflug in schlechtem Wetter waren die Piloten weit unter den Gleitpfad geflogen. Bei diesem CFIT (Controlled flight into terrain) wurde ein Passagier getötet, die anderen 39 sowie alle drei Besatzungsmitglieder überlebten.[16]

- Am 20. Januar 1954 ging an einer Convair CV-240-0 der US-amerikanischen American Airlines (N94244) unmittelbar nach dem Abheben vom Buffalo Municipal Airport (New York (Bundesstaat), USA) der linke Propeller in die Segelstellung. Es gelang den Piloten nicht, das Triebwerk wieder anzulassen, weshalb sie eine Bauchlandung in einer kleinen Lichtung machen mussten. Auslöser der plötzlichen Segelstellung war ein Defekt der Torquemeter-Boost-Pumpe. Alle 24 Insassen, drei Besatzungsmitglieder und 21 Passagiere, überlebten den Unfall.[17]

- Am 26. Februar 1954 stürzte eine Convair CV-240-1 der US-amerikanischen Western Airlines (N8407H) bei Wright (Wyoming, USA) aus ihrer Reiseflughöhe von 17.000 Fuß (etwa 5.200 Metern) plötzlich ab. Die Wetterbedingungen in dem Gebiet umfassten wahrscheinlich mäßige bis starke Vereisung und mäßige bis starke Turbulenzen. Alle 9 Insassen, drei Besatzungsmitglieder und 6 Passagiere, kamen ums Leben.[18]

- Am 19. Juni 1954 musste eine Convair CV-240-4 der schweizerischen Fluggesellschaft Swissair (HB-IRW) auf dem Flug von Genf nach London wegen Treibstoffmangel nahe Folkestone, Großbritannien notgewassert werden. Von den neun Insassen ertranken drei Nichtschwimmer; es gab keinerlei Schwimmwesten oder ähnliches an Bord. Die Schuld wurde den Piloten angelastet, die es versäumt hatten, vor dem Flug genügend Treibstoff zu tanken, und auch während des Flugs nicht bemerkten, dass der Treibstoff nicht reichen würde (siehe auch Flugunfall der Swissair im Ärmelkanal).[19]

- Am 16. Oktober 1954 versuchte der Kapitän einer Convair CV-240-6 der Aerolineas Argentinas (LV-ADQ), eine markante Frontalzone des Wetters zu unterfliegen statt ihr auszuweichen. Dabei wurde die Maschine schließlich bei Capilla del Señor (Argentinien) in den Boden geflogen und irreparabel beschädigt. Der Unfall ereignete sich 78 Kilometer nordwestlich vom Flughafen Buenos Aires–Ezeiza (Argentinien), wo die Maschine gestartet war. Alle 32 Insassen, fünf Besatzungsmitglieder und 27 Passagiere, überlebten den Unfall.[20]

- Am 4. November 1954 kam es an einer Convair CV-240/T-29A der United States Air Force (USAF) (50-0189) beim Start vom Flughafen Tucson (Arizona, USA) zu einem Triebwerksausfall. Beim Versuch der Rückkehr zum Flughafen kollidierte die Maschine mit einer Stromleitung und stürzte ab. Dabei kamen 4 der 15 Insassen ums Leben.[21]

- Am 20. März 1955 wurde eine Convair CV-240-0 der American Airlines (N94234) im Anflug auf den Springfield-Municipal Airport (Missouri, USA) 400 Meter vor der Landebahn in den Boden geflogen. Trotz tiefer Wolken war ein Sichtanflug durchgeführt worden. Bei diesem CFIT (Controlled flight into terrain) wurden 13 der Insassen getötet, 2 Besatzungsmitglieder und 11 Passagiere. Die übrigen 22 Insassen überlebten.[22][23]

- Am 4. August 1955 stürzte eine Convair CV-240-0 der American Airlines (N94221) im Anflug auf den Flugplatz Fort Leonard Wood-Forney Army Airfield (Missouri, USA) etwa einen Kilometer vor der Landebahn ab. Die Maschine war auf dem Flug vom Springfield-Municipal Airport nach St. Louis, als die Piloten in mehreren Notrufen einen starken Triebwerksbrand des Motors Nummer 2 (rechts) meldeten. Sie steuerten für eine Notlandung den Armeeflugplatz an, jedoch brach kurz vor der Landebahn die rechte Tragfläche ab, woraufhin die Maschine zu Boden stürzte. Auslöser war der Einbau eines bereits defekten Zylinders in den Motor am Tag vor dem Unfall, der einen Treibstoffverteiler zerriss, als er sich durch einen Ermüdungsriss zerlegte. Das Feuer war derart heftig, dass die Benutzung der Feuerlöschanlage erfolglos blieb. Alle 30 Insassen, 3 Besatzungsmitglieder und 27 Passagiere, kamen durch diesen Wartungsfehler ums Leben. Gemessen an der Opferzahl war dies der zweitschwerste Unfall einer Convair CV-240 (siehe auch American-Airlines-Flug 476).[24][25]

- Am 6. Januar 1957 wurde eine Convair CV-240-0 der American Airlines (N94247) im Anflug auf den Tulsa Municipal Airport (Oklahoma, USA) rund 6 Kilometer nördlich des Flughafens in den Boden geflogen, als der Erste Offizier die Höhenanzeige falsch interpretierte. Zuvor hatte der Kapitän einen Anflug mit Hilfe des Instrumentenlandesystems (ILS) zugunsten des Nicht-Präzisionsanflugverfahrens mittels ungerichtetem Funkfeuer abgelehnt, obwohl die Wolkenuntergrenze bei nur 60 Meter Höhe in Nieselregen und Nebel lag. Bei diesem CFIT (Controlled flight into terrain) wurde ein Passagier getötet, die übrigen neun Insassen überlebten, davon sechs schwer verletzt.[26][27]

- Am 13. Februar 1958 verlor eine Convair CV-240-1 der US-amerikanischen Western Airlines (N8405H) nach dem Start vom Flughafen Palm Springs (Kalifornien, USA) die vordere Beplankung der rechten Tragfläche. Unter größten Steuerschwierigkeiten und mit Vollgas gelang es, halbwegs die Kontrolle über das Flugzeug wieder zu erlangen. Es ließ sich jedoch nicht vermeiden, 6,5 Kilometer nordnordwestlich des Startflughafens eine Bruchlandung mit mehr als 200 Knoten (370 km/h) im rauen Gelände durchzuführen. Obwohl sofort ein starkes Feuer ausbrach, überlebten alle 21 Insassen den Unfall, drei Besatzungsmitglieder und 18 Passagiere, alle jedoch verletzt. Die Ursache für den Kontrollverlust waren die Fehler eines Mechanikers bei einer größeren Wartung, die gesamte Tragflächenvorderkante ordentlich zu befestigen.[28]

- Am 1. März 1958 wurde an einer Convair CV-240-0 der US-amerikanischen American Airlines (N94213) beim Start auf dem Flughafen New Haven (Connecticut, USA) das Fahrwerk eingefahren, bevor die Maschine abgehoben hatte. Am linken Triebwerk entstand ein Feuer. Das Flugzeug wurde irreparabel beschädigt. Ein beitragender Faktor war, dass der Sicherheitsschalter im linken Fahrwerk defekt war. Alle 8 Insassen, drei Besatzungsmitglieder und 5 Passagiere, überlebten den Unfall. Ein gleichartiger Unfall ereignete sich am 30. September 2015 auf dem Flughafen Saarbrücken, als bei einer De Havilland DHC-8-400 der Luxair auch das Fahrwerk vor dem Abheben eingefahren wurde.[29]

- Am 11. April 1958 verlor eine Convair CV-240-12 der polnischen Polskie Linie Lotnicze LOT (SP-LPB) während eines Übungsfluges im Flug einen Propeller. Daraufhin kam es auf dem Flughafen Warschau-Okęcie zur Bruchlandung. Von der vierköpfigen Besatzung kam niemand zu Schaden, die Maschine war jedoch nicht mehr reparabel.[30]

- Am 15. Mai 1958 wurde eine Convair CV-240-7 der Pakistan International Airlines (AP-AEH) beim Nachtstart vom Flughafen Delhi-Palam (Indien) nach dem Abheben aus einer Höhe von etwa 60 Metern in einer leichten Linkskurve wieder in den Boden geflogen. Das Flugzeug schlug 220 Meter hinter dem Startbahnende und 100 Meter links von der Bahngrundlinie auf und explodierte. Ursache waren die ungenügenden Fähigkeiten des Kapitäns, nach Instrumenten zu fliegen, sowie möglicherweise eine leichte Erkrankung. Am einzigen einsatzbereiten Löschfahrzeug riss nach kurzer Zeit eine Rohrverbindung, so dass der Löschschaum nicht mehr direkt ausgebracht werden konnte. Bei diesem CFIT (Controlled flight into terrain) wurden 21 Insassen getötet, 4 Besatzungsmitglieder und 17 Passagiere; die übrigen 17 Insassen überlebten (siehe auch Pakistan-International-Airlines-Flug 205).[31][32]

- Am 15. August 1958 wurde eine Convair CV-240-2 der Northeast Airlines (N90670) bei einer Sicht von nur 200 Metern in dichtem Nebel 450 Meter vor der Landebahnschwelle des Nantucket Memorial Airport (Massachusetts) in den Boden geflogen. Von den 34 Insassen kamen 25 ums Leben.[33][34]

- Am 22. September 1958 verunglückte eine Convair CV-240-2 der brasilianischen VARIG (PP-VCK) auf einem Trainingsflug am Flughafen Rio de Janeiro-Galeao (Brasilien). Bei einer Reihe von Touch-and-Go-Landungen im Regen waren die Scheibenwischer defekt, daher wurde das kleine Sichtfenster geöffnet. Während eines Anflugs löste es sich aus dem Rahmen und fiel so herunter, dass es die Steuersäule blockierte. Beim Versuch, mit Vollgas zu steigen, stürzte die Maschine ab und ging in Flammen auf. Dennoch überlebten alle drei Besatzungsmitglieder, die einzigen Insassen, den Unfall.[35]

- Am 22. Januar 1959 stürzte eine Convair CV-240-2 der Air Jordan (JY-ACB) etwa 22 Kilometer vor dem Zielflughafen Amman-Marka in der Nähe von Wadi as-Sir ab. Beim Versuch unterhalb der Wolkendecke von Jerusalem nach Amman zu fliegen, war die Maschine mit einigen Bäumen kollidiert. Alle vier Besatzungsmitglieder und sechs der elf Passagiere kamen ums Leben.[36]

- Am 15. März 1959 wurde eine Convair CV-240-0 der American Airlines (N94273) im Anflug auf den Flughafen Chicago Midway (Illinois, USA) 1,5 Kilometer vor der Landebahn in den Boden geflogen. Beide Piloten des Frachtflugs überlebten diesem CFIT (Controlled flight into terrain).[37]

- Am 12. Dezember 1959 musste an einer Convair CV-240-6 der Aerolineas Argentinas (LV-ADM) nach dem Start vom Flughafen Mendoza (Argentinien) das Triebwerk Nr. 2 (rechts) wegen Verlusts der Hydraulikflüssigkeit abgestellt werden. Da das Fahrwerk bei der Rückkehr nach Mendoza nicht verriegelt werden konnte, starteten die Piloten entgegen der Notfallvorschriften das stillgelegte Triebwerk erneut. Der im Leerlauf befindliche Propeller erzeugte einen derart starten Luftwiderstand, dass eine Notlandung in einem Weinberg erfolgte, wobei das Flugzeug irreparabel beschädigt wurde. Alle 32 Insassen, sechs Besatzungsmitglieder und 26 Passagiere, überlebten den Unfall.[38]

## 1960er-Jahre
- Am 31. Juli 1960 fielen beim Anflug auf den Flughafen Rimini nacheinander beide Motoren einer CV-240-4 der Deutsche Flugdienst (jetzt Condor) (Luftfahrzeugkennzeichen D-BELU) aus. Bei der anschließenden Notlandung einen Kilometer vor Beginn der Landebahn kam einer der 30 Passagiere ums Leben. Die vier Besatzungsmitglieder überlebten. Ursache des Ausfalls des linken Triebwerks war der Ermüdungsbruch eines Zylinderkopfes, der des rechten Triebwerks die schadhafte Isolierung des Zündkabels sowie die Verwendung unsachgemäß überholter Zündkerzen (siehe auch Flugunfall der Deutsche Flugdienst bei Rimini).[39][40]

- Am 19. Februar 1961 flog eine private Convair CV-240-0 des US-amerikanischen Vizepräsidenten Lyndon B. Johnson (N94256) in zerklüftetes Hügelland nahe seiner LBJ Ranch, etwa 80 Kilometer westlich der Austin-Bergstrom Air Force Base (Texas, USA). Dorthin wollten die Piloten zurückkehren, weil das Wetter am Flugplatz der Ranch zu schlecht war. Beide Piloten, die einzigen Insassen, wurden getötet.[41]

- Am 25. Februar 1962 wurde eine Convair CV-240/T-29A der United States Air Force (USAF) (49-1931) in einer Höhe von 14.000 Fuß (etwa 4300 Meter) 24 Kilometer nordwestlich von Durango (Colorado) (USA) in die Flanke des Babcock Peak geflogen. Zur Unfallzeit herrschte Schneefall. Durch diesen CFIT (Controlled flight into terrain) wurden alle 3 Besatzungsmitglieder, die einzigen Insassen, getötet. Das Wrack wurde erst rund ein Vierteljahr später, am 18. Mai 1962, gefunden.[42]

- Am 27. Februar 1962 wurde eine Convair CV-240-23 der indonesischen Garuda (PK-GCB) am Flughafen Palembang (Indonesien) irreparabel beschädigt. Nähere Einzelheiten sind derzeit nicht verfügbar. Über Personenschäden ist nichts bekannt.[43]

- Am 9. Mai 1962 wurde eine Convair CV-240-0 der brasilianischen Cruzeiro do Sul (PP-CEZ) im Anflug auf den Flughafen Vitoria-Goiabeiras (Espírito Santo, Brasilien) in den Boden geflogen. Schon 1860 Meter vor der Landebahn streifte das Flugzeug einen Eukalyptusbaum und stürzte zu Boden. Statt die hier erforderliche Höhe von mindestens 150 Metern zu haben, flogen die Piloten viel zu tief an. Bei diesem CFIT (Controlled flight into terrain) wurden von den 25 Insassen 23 getötet, alle 3 Besatzungsmitglieder sowie 20 der 22 Passagiere.[44]

- Am 14. Mai 1962 verunglückte eine Convair CV-240/T-29C der United States Air Force (USAF) (53-3485) in den Bergen 9 Kilometer südlich von Villa Pedro Montoya (Mexiko) auf der Suche nach einem vermissten Piloten. Alle 9 Insassen kamen ums Leben.[45]

- Am 17. August 1962 wurde eine CV-240-23 der indonesischen Garuda (PK-GCE) am Flughafen Ambon (Indonesien) irreparabel beschädigt. Nähere Einzelheiten sind derzeit nicht verfügbar. Über Personenschäden ist nichts bekannt.[46]

- Am 22. Dezember 1962 wurde eine Convair CV-240-2 der brasilianischen VARIG (PP-VCQ) im Anflug auf den Flughafen Brasília (Brasilien) 8,4 Kilometer vor der Landebahn in Bäume geflogen. Durch diesen CFIT (Controlled flight into terrain) kam von den 40 Insassen ein Besatzungsmitglieder ums Leben, die anderen vier sowie alle 35 Passagiere überlebten den Unfall.[47]

- Am 15. Januar 1963 fiel bei einer Convair CV-240-0 der brasilianischen Cruzeiro do Sul (PP-CEV) nach dem Start vom Flughafen São Paulo-Congonhas (São Paulo, Brasilien) ein Triebwerk aus. Das Flugzeug stürzte vier Kilometer südlich des Startflughafens in ein Haus. Von den 45 Insassen kamen 6 ums Leben, ein Besatzungsmitglied und 5 Passagiere. Außerdem wurden 7 Menschen am Boden getötet.[48]

- Am 27. Februar 1964 überrollte eine Convair CV-240-0 der japanischen Fuji Airlines (JA5098) bei der Landung auf dem Flughafen Ōita (Japan) das Landebahnende, kollidierte mit Holzstößen hinter der Landebahn und stürzte in das trockene Flussbett des Urakawa. Beim Aktivieren des Umkehrschubs fiel dieser auf der rechten Seite aus, wodurch es zu asymmetrischer Schubverteilung und fehlender Verzögerung kam. Da auch die Bremsen nicht normal funktionierten, wurde erfolgreich die Notbremse aktiviert. Dies reichte jedoch nicht aus, um das Flugzeug auf der zu dieser Zeit 1080 Meter langen Bahn zu stoppen. Von den 42 Insassen kamen 20 ums Leben, 2 Besatzungsmitglieder und 18 Passagiere. Die übrigen 22 Insassen überlebten.[49][50]

- Am 29. Mai 1965 ließ sich bei einer Convair CV-240-1 der Japan Domestic Airlines (JA5088) das rechte Hauptfahrwerk nicht ordnungsgemäß verriegelt ausfahren. Bei der Landung auf dem Flughafen Obihiro (Japan) wurde das Flugzeug dann irreparabel beschädigt, aber alle Insassen überlebten die Bruchlandung.[51][52]

- Am 20. August 1965 kehrten die Piloten einer Convair CV-240-0 der brasilianischen Cruzeiro do Sul (PP-CFD) zum Startflughafen Rio de Janeiro-Santos Dumont (Brasilien) zurück, nachdem bald nach dem Start ein Triebwerk ausgefallen war. Bei der Landung geriet das Flugzeug nach links von der Landebahn ab, wobei das linke Hauptfahrwerk zusammenbrach. Alle 33 Insassen, 5 Besatzungsmitglieder und 28 Passagiere, überlebten den Totalschaden.[53]

- Am 9. Februar 1967 verlor ein Triebwerk einer Convair CV-240/T-29A der United States Air Force (USAF) (49-1917) kurz nach dem Start vom Flugplatz Wiesbaden-Erbenheim (Hessen) an Leistung. Die Maschine, die sich auf einem Testflug nach einem Wartungsereignis befand, wurde 6 Kilometer nordöstlich vom Startplatz auf einem Acker nahe Breckenheim notgelandet, fing Feuer und brannte hinter dem Cockpit vollständig aus. Alle 4 Besatzungsmitglieder, die einzigen Insassen, überlebten den Unfall.[54]

- Am 26. Mai 1967 nahm eine Convair CV-240-6 der Líneas Aéreas Paraguayas (ZP-CDP) in 20 Metern Höhe vor der Landung auf dem Flughafen Buenos Aires–Ezeiza (Argentinien) plötzlich die Nase nach unten und schlug mit der linken Tragfläche auf. Die Maschine rutschte auf die Landebahn und kam auf dem Rücken liegend zum Stillstand. Ausgelöst wurde der Unfall durch die vorzeitige Aktivierung des Umkehrschubs. Allerdings war das Sicherheitssystem, das genau dies verhindern sollte, durch Wartungsfehler defekt. Alle 24 Insassen, zwei Besatzungsmitglieder und 22 Passagiere, überlebten den Unfall.[55][56]

- Am 22. August 1968 wurde eine Convair CV-240-13 der US-amerikanischen East Coast Leasing (N91239) auf dem Flugplatz von Martinsburg (West Virginia) (USA) durch Feuer irreparabel beschädigt. In einem Hangar neben der Maschine waren 5000 Ballen Heu gelagert, die in Brand geraten waren. Über Personenschäden ist nichts bekannt.[57]

- Am 8. Mai 1969 wurde eine Convair CV-240-6 der Líneas Aéreas Paraguayas (ZP-CDN) auf dem Flughafen Asunción (Paraguay) durch eine Pilatus PC-6 gerammt, die gerade abgehoben hatte und mit hoher Geschwindigkeit nach links abkippte. Die Convair geriet auf der rechten Seite in Brand und wurde irreparabel beschädigt. In ihr kamen keine Personen zu Schaden. In der abgestürzten PC-6 wurden allerdings zwei der vier Insassen getötet.[58]

- Am 2. September 1969 wurde bei einer Convair CV-240-1 der US-amerikanischen Hughes Tool Company (N8410H) während der Landung auf dem Flugplatz Encampment A-A Ranch (Wyoming, USA) der Umkehrschub asymmetrisch betätigt. Dadurch scherte die Maschine seitlich aus und kam von der Landebahn ab. Als das Flugzeug unkontrolliert gegen die Kante des Parkbereichs rollte, brach das Fahrwerk zusammen und die Maschine wurde irreparabel beschädigt. Alle 16 Insassen, die beiden Besatzungsmitglieder und 14 Passagiere, überlebten den Unfall.[59]

## 1970er-Jahre
- Am 17. Januar 1970 wollte der Kapitän einer Convair CV-240-12 der US-amerikanischen Aspen Airways (Luftfahrzeugkennzeichen N270L) im Anflug auf den Flughafen Aspen (Colorado, USA) das Fahrwerk noch möglichst lange eingefahren lassen, um mit einer hohen Geschwindigkeit für ein mögliches Durchstarten besser vorbereitet zu sein. Leider blieb es bei diesem Zustand, und es kam zu einer Bauchlandung. Die Convair rutschte auf dem Rumpf über die Landebahn, bis sie 1300 Meter von deren Anfang zum Stillstand kam. Das Warnsignal für das eingefahrene Fahrwerk ertönte nicht, weil es falsch justiert war. Alle 52 Insassen, drei Besatzungsmitglieder und 49 Passagiere, überlebten den Totalschaden.[60]

- Am 25. Januar 1970 flog eine Convair CV-240-2 der mexikanischen Comisión Federal de Electricidad - CFE (XC-DOK) im Anflug auf den Flughafen Poza Rica (Mexiko) 6 Kilometer östlich davon gegen den La Vega Hill. Von den 20 Insassen kamen 19 ums Leben, alle vier Besatzungsmitglieder und 15 Passagiere.[61]

- Am 20. Februar 1970 flog eine Convair CV-240-0 der US-amerikanischen Jet International (N741J) mit zahlreichen bekannten Wartungsmängeln. Da sich das Fahrwerk aufgrund von Korrosion und anderen Wartungsmängeln nicht verriegeln ließ, entschied sich die Besatzung für eine Notlandung auf der Langley Air Force Base (Virginia), die auf einem Schaumteppich als Bauchlandung durchgeführt werden musste. Das Flugzeug wurde irreparabel beschädigt. Alle 28 Insassen, vier Besatzungsmitglieder und 24 Passagiere, überlebten den Unfall.[62]

- Am 4. Mai 1970 wurde eine Convair CV-240/T-29D der United States Air Force (USAF) (52-5822) 13 Kilometer nordöstlich der Hamilton Field Air Force Base (Kalifornien, USA) geben einen dunstverhangenen Bergrücken geflogen. Durch diesen CFIT (Controlled flight into terrain) wurden von den 14 Insassen 13 getötet, drei Besatzungsmitglieder und alle 10 Passagiere.[63]

- Am 14. Mai 1971 verlor das Triebwerk Nr. 2 (rechts) einer Convair CV-240-14 des Innenministeriums der Vereinigten Staaten (N1015G) im Steigflug nach dem Start vom Twin Falls City County Airport (Idaho, USA) an Leistung. Der Propeller wurde nicht in die Segelstellung gebracht und der Kapitän entschied sich, bei Buhl (Idaho) eine Bauchlandung durchzuführen. Dabei wurde das Flugzeug irreparabel beschädigt. Alle drei Besatzungsmitglieder, die einzigen Insassen, überlebten den Unfall. Ursache des Leistungsverlusts war ein Riss in der Membrane des Kraftstoffzufuhrventils.[64]

- Am 17. Juni 1973 wurde eine Convair CV-240-0 der uruguayischen ARCO – Aerolineas Colonia (CX-BHS) bei der Landung auf dem Flughafen Colonia (Uruguay) 12 Meter vor der Landebahn aufgesetzt. Die Maschine geriet dann von der Landebahn ab, woraufhin das linke Hauptfahrwerk zusammenbrach. Das Flugzeug wurde irreparabel beschädigt. Alle 42 Insassen, drei Besatzungsmitglieder und 39 Passagiere, überlebten den Unfall.[65]

- Am 9. Januar 1975 kollidierte eine Convair CV-240/T-29D der United States Air Force (USAF) (52-5826) beim nächtlichen Anflug auf die Langley Air Force Base (Virginia, USA) mit einer Cessna 150H (N50430). Die Maschine stürzte 6,5 Kilometer westlich von Newport News ab. Alle 7 Insassen, fünf Besatzungsmitglieder und 2 Passagiere kamen ums Leben. Auch die beiden Insassen der Cessna wurden getötet.[66]

- Am 3. August 1975 wurde eine auf Robert L Vaughn privat zugelassene US-amerikanische Convair CV-240-23 (N77WA) bei einer Bauchlandung in Belize City (Belize) irreparabel beschädigt. Über Personenschäden ist nichts bekannt.[67]

- Am 17. September 1975 fiel während eines Testfluges einer Convair CV-240-4 der Asiatic International Airways aus Singapur mit US-amerikanischer Zulassung (N8329C) das Triebwerk Nr. 1 (links) aus. Nach dessen Abstellen versuchten die Piloten, zum Ausgangspunkt zurückzukehren, dem Flughafen Singapur-Seletar (Singapur). Allerdings setzte dabei auch das Triebwerk Nr. 2 (rechts) dreimal aus, so dass die Piloten gezwungen waren, die Maschine 400 Meter vor der Landebahn notzuwassern, wobei das Flugzeug im 8 Meter tiefen Wasser versank. Beide Besatzungsmitglieder, die einzigen Insassen auf dem Testflug, überlebten den Unfall. Seit der Ankunft der Maschine vier Monate zuvor war daran keinerlei Wartung durchgeführt worden.[68]

- Am 9. April 1977 verlor das rechte Triebwerk einer Convair CV-240-0 der US-amerikanischen American Velodur Metal Comp. (N10AV) im Anflug auf den Flugplatz Hyannis-Barnstable (Massachusetts, USA) an Leistung. Da direkt vor ihnen ein dichtbesiedeltes Gebiet lag, machten die Piloten eine Notlandung auf einem Strand. Dabei schlug die Maschine gegen drei große Felsbrocken, wodurch das Triebwerk Nr. 1 (links) abriss. Das Flugzeug wurde irreparabel beschädigt. Alle 5 Insassen, die beiden Besatzungsmitglieder und 3 Passagiere, überlebten den Unfall.[69]

- Am 20. Oktober 1977 stürzte eine Convair CV-300 (N55VM), gechartert von der Band Lynyrd Skynyrd, bei Gillsburg, Mississippi ab, nicht weit vom Flugplatz in McComb (Mississippi). Am Ende des Fluges von Greenville, South Carolina nach Baton Rouge, Louisiana fielen aufgrund Treibstoffmangels beide Triebwerke aus. Ein Jahr später gab ein Gericht auf Grund menschlichem Versagens der Crew die Schuld.[70] Die beiden Piloten sowie 4 der 24 Passagiere wurden getötet, davon drei Bandmitglieder sowie ein Manager.

- Am 1. April 1978 wurde mit einer Convair CV-300 der US-amerikanischen Onyx Aviation (N777DC) in der Lagune Cienéga Unguía (Kolumbien) eine Notlandung durchgeführt. Die Maschine hatte die Grenze von Panama nach Kolumbien illegal überflogen. Die drei Besatzungsmitglieder, die einzigen Insassen, überlebten den Unfall.[71]

- Am 4. Juni 1978 überrollte eine Convair CV-240/VT-29C der philippinischen Commercial Air Transport (RP-C12) bei der Landung auf dem Flughafen von Roxas City (Philippinen) das Landebahnende und wurde irreparabel beschädigt. Alle Insassen überlebten den Unfall.[72]

- Am 4. September 1978 fiel an einer Convair CV-240-8 der US-amerikanischen Mission Air Lift Inc (N7177B) im Steigflug nach dem Start vom Flugplatz Clewiston-Airglades (Florida, USA) ein Triebwerk aus. Bei der Notlandung in der Nähe von Clewiston kamen beide Piloten, die einzigen Insassen, ums Leben. Das Flugzeug wurde irreparabel beschädigt.[73]

- Am 29. November 1978 verunglückte eine Convair CV-240/VT-29A, die privat auf den Argentinier J.M. Cuadros registriert war (LV-MMR), bei einem Trainingsflug auf dem Flugplatz Kendall-Tamiami (Florida, USA). Der auszubildende Pilot verlor bei einem simulierten Triebwerksausfall während des Starts die Kontrolle über das Flugzeug. Die Convair schlug schließlich in einem Kanal auf und brannte aus. Einer der beiden Piloten, der einzigen Insassen, kam ums Leben.[74]

## 1980er-Jahre
- Am 15. Februar 1980 entstanden an einer auf William J Evans privat zugelassenen US-amerikanischen Convair CV-240-0 (Luftfahrzeugkennzeichen N8330C) Triebwerksprobleme. Die Piloten kehrten zum Ausgangspunkt, dem Port-au-Prince/Bowen Field (Haiti), zurück und machten dort eine Notlandung mit einem Feuer im linken Triebwerk und der linken Tragfläche. Das Flugzeug wurde irreparabel beschädigt. Alle drei Besatzungsmitglieder, die einzigen Insassen, überlebten den Unfall, waren aber schon verschwunden, als die Rettungskräfte eintrafen. Das Flugzeug war mit Marihuana voll beladen.[75]

- Am 24. Mai 1980 stürzte eine auf Charles Clay privat registrierte US-amerikanische Convair CV-240-0 (N300GR) beim Start vom Flugplatz Daytona-Spruce Creek (Florida, USA) ab. Die Maschine sollte nach Santo Domingo überführt werden. Sie war, bei einer höchstzulässigen Startmasse von rund 19 Tonnen, um 3340 Kilogramm überladen. Der Besatzung war außerdem bekannt, dass sämtliche Ölleitungen seit mindestens 15 Jahren nicht überholt oder erneuert worden waren. Beim Start fing das Triebwerk Nr. 2 (rechts) Feuer. Der Kapitän setzte den Start fort und flog nach dem Abheben eine Linkskurve, gefolgt von einer steilen Rechtskurve. Das Flugzeug stürzte ab und ging in Flammen auf. Alle 3 Insassen, zwei Besatzungsmitglieder und ein Passagier, wurden getötet (siehe auch Flugunfall einer Convair CV-240 bei Daytona Beach 1980).[76]

- Am 22. September 1980 verunglückte eine Convair CV-240-6 eines unbekannten paraguayischen Betreibers (ZP-CDO) beim Versuch einer nächtlichen Landung auf einer Kuhweide nahe Okeechobee (Florida, USA). Die Maschine, die sich auf einem illegalen Schmuggelflug befand, überrollte das Ende der Weide und kollidierte mit Bäumen. Dabei wurde sie irreparabel beschädigt. Die beiden Besatzungsmitglieder, die einzigen Insassen auf dem „Frachtflug“, überlebten den Unfall.[77]

- Am 18. Januar 1982 kam es mit einer Convair CV-240/HC-131A der United States Coast Guard (USCG) (USCG 5786) auf der Naval Air Station Corpus Christi (Texas, USA) bei Nebel zu einer Bruchlandung. Alle 8 Insassen überlebten den Unfall. Das Flugzeug wurde irreparabel beschädigt.[78]

- Am 15. März 1984 fiel an einer Convair CV-240/VT-29B der mexikanischen Aero Cozumel (XA-JOV) unmittelbar nach dem Abheben vom Flughafen Cancún (Mexiko) das linke Triebwerk aus. Es kam zu einer Bruchlandung in einem Sumpf. Das Flugzeug wurde irreparabel beschädigt. Alle Insassen überlebten die Bruchlandung.[79]

- Am 19. Juni 1985 fiel an einer Convair CV-240/VT-29B der US-amerikanischen Combs Airways (N155PA) im Steigflug nach dem Start vom Flugplatz Trenton-Mercer County (New Jersey, USA) das Triebwerk Nr. 1 (links) aus. Die Maschine schlug 1600 Meter hinter der Startbahn auf dem Boden auf und fing Feuer. Der Start war gemäß den Firmenrichtlinien ohne Wassereinspritzung versucht worden, was zu verringerter Leistung führte. Beide Besatzungsmitglieder, die einzigen Insassen auf dem Frachtflug, überlebten den Unfall.[80]

- Am 16. Februar 1987 kam es an einer Convair CV-240-24 der Israel Aircraft Industries mit US-amerikanischer Zulassung (N93218) auf dem Flughafen Tel Aviv-Ben Gurion (Israel) aufgrund eines Hangarbrandes zum Totalschaden. Über Personenschäden ist nichts bekannt.[81]

- Am 31. August 1988 verunglückte eine Convair CV-240/T-29B der mexikanischen Aerocaribe (XA-HUL) beim Start vom Flughafen Mérida (Mexiko). Einer der 20 Insassen kam ums Leben. Das Flugzeug wurde irreparabel beschädigt.[82]

## 1990er-Jahre
- Am 16. August 1990 stürzte eine Convair CV-240-23 der dominikanischen Aerochago Airlines (Luftfahrzeugkennzeichen HI-376CT) in das Meer der Mona-Passage zwischen Puerto Rico und der Dominikanischen Republik. Der Pilot einer anderen Maschine hörte im Funk eine Notfallmeldung und sah die Convair abstürzen, nachdem sie Teile des Hecks verloren hatte. Das Flugzeug und seine Insassen blieben vermisst. Es wird vermutet, dass es nach einer schlecht ausgeführten Umrüstung mit einem Frachttor im Flug auseinanderbrach. Beide Piloten, die einzigen Insassen auf dem Frachtflug, kamen ums Leben (siehe auch  Flugunfall einer Convair CV-240 der Aerochago Airlines 1990).[83]

- Am 28. November 1991 kam es an einem Triebwerk einer Convair CV-240/T-29 der US-amerikanischen Rhoades International (N450GA) kurz nach dem Start vom Akron-Canton Regional Airport (Ohio, USA) in 60 Metern Höhe an einem Triebwerk zu einer Rauchentwicklung. Beim Versuch einer Notlandung in einem Feld streifte die Maschine Stromkabel und einen Zaun, woraufhin sie aufschlug und Feuer fing. Beide Besatzungsmitglieder, die einzigen Insassen auf dem Überführungsflug, überlebten den Unfall. Das Flugzeug wurde zerstört.[84]

- Am 24. Januar 1997 verunglückte eine Convair CV-240-53/HC-131A der mexikanischen Linea Aérea Mexicana de Carga (XA-SOZ) bei der Landung auf dem Flughafen Nuevo Laredo (Mexiko) und wurde zerstört. Personen kamen nicht zu Schaden.[85]

- Am 7. März 1997 wurde an einer Convair CV-240-27 der US-amerikanischen Dodita Air Cargo (N357T) nach dem Start vom Flugplatz Griffin-Spalding County (Georgia, USA) wegen steigender Temperaturen das rechte Triebwerk abgestellt. Weil die Höhe nicht gehalten werden konnte, entschied sich der Kapitän für eine Notlandung, wobei er feststellte, dass der Fahrwerkshebel nicht richtig funktionierte, obwohl es ausgefahren war. Die Maschine rollte etwa 200 Meter weit, bis das Fahrwerk zusammenbrach. Es stellte sich danach heraus, dass der Kapitän aufgrund von unzureichendem Training bei seiner Umschulung keine ausreichenden Kenntnisse der Notverfahren hatte; er gab seine Musterberechtigung zurück. Beide Piloten, die einzigen Insassen auf dem Überführungsflug, überlebten den Unfall. Das Flugzeug wurde irreparabel beschädigt.[86]

- Am 22. Mai 1997 kam es an einer Convair CV-240/T-29B der US-amerikanischen Dodita Air Cargo (N355T) im Reiseflug am Triebwerk Nr. 1 (links) zu steigenden Temperaturen und schwankendem Öldruck, weshalb es abgestellt wurde. Dann begann das Triebwerk Nr. 2 (rechts) zu rappeln und gab die Leistung auf. Obwohl Triebwerk 1 noch einmal angelassen werden konnte, musste eine Notwasserung an einem Strand bei Luquillo (Puerto Rico) durchgeführt werden, wobei die Maschine in einer Wassertiefe von 1,50 Metern zum Stillstand kam. Der Unfallort lag 29 Kilometer ostsüdöstlich vom Ziel entfernt, dem Flughafen San Juan. Alle 3 Besatzungsmitglieder, die einzigen Insassen auf dem Überführungsflug, überlebten den Unfall.[87]

- Am 30. Juni 1997 verlor das linke Triebwerk einer Convair CV-240-53 der US-amerikanischen Silver Express (N344MM) in 120 Metern Höhe nach dem Start vom Flughafen San Juan (Puerto Rico, USA) an Leistung und wurde abgestellt. Obwohl für das verbliebene rechte Triebwerk die Wassereinspritzung verfügbar war, die zusätzlich 450 PS Leistung erbracht hätte, entschied der Kapitän, sie nicht zu nutzen. Das Flugzeug konnte die Höhe nicht halten, kollidierte mit einer Palme und kam an der Brandungslinie des Strandes zum Liegen. Es war um rund 300 kg überladen und wurde irreparabel beschädigt. Alle drei Insassen, die beiden Besatzungsmitglieder und ein Passagier auf dem Frachtflug, überlebten den Unfall.[88]

- Am 31. März 1998 kam es an einer Convair CV-240-53/C-131A der mexikanischen Linea Aérea Mexicana de Carga (XA-TAP) etwa eine Viertelstunde nach dem Start vom Flughafen Mexiko-Stadt zu einem Leistungsverlust des Triebwerks Nr. 2 (rechts), das schließlich in Brand geriet. Da die Höhe nicht gehalten werden konnte, sollte auf der Luftwaffenbasis Santa Lucia (Mexiko) eine Notlandung durchgeführt werden. Im Anflug auf die Basis bei schlechter Sicht schlug die Maschine in Bäumen auf und wurde zerstört. Von den vier Insassen kamen zwei ums Leben, je ein Besatzungsmitglied und Passagier.[89]

- Am 30. Mai 1998 wurde in einer Convair CV-240-17 der US-amerikanischen Trans Florida Airlines (N87949) auf dem Flughafen Aguadilla-Borinquen (Puerto Rico)  auf einem Trainingsflug bei einer Touch-and-Go-Übung durch den Ersten Offizier versehentlich der Fahrwerkshebel statt des Hebels für die Landeklappen nach oben betätigt. Das linke Hauptfahrwerk und das Bugfahrwerk brachen zusammen, das Flugzeug rutschte auf der Startbahn entlang und wurde irreparabel beschädigt. Beide Piloten, die einzigen Insassen, überlebten den Unfall.[90]

- Am 24. September 1998 musste eine Convair CV-240-13 der US-amerikanischen Trans Florida Airlines (N91237) nach dem Start vom Flughafen San Juan (Puerto Rico) 3,5 Kilometer östlich davon notgewassert werden. Ein vorheriger Start war wegen schwankender Leistungsanzeigen im Triebwerk Nr. 2 (rechts) abgebrochen worden. Mehrere Probeläufe verliefen normal. Nach dem Abheben kam es zu starken Fehlzündungen und Vibrationen, woraufhin das rechte Triebwerk abgestellt wurde. Die Höhe konnte nicht gehalten werden, weshalb die Notwasserung stattfand. Das Flugzeug wurde irreparabel beschädigt. Alle 3 Insassen auf dem Frachtflug, beide Besatzungsmitglieder und der einzige Passagier, überlebten den Unfall. Dies war bis zum Juli 2023 der letzte bekanntgewordene Totalverlust einer Convair CV-240 nach ihrem Erstflug im Jahr 1947.[91]